# 紅紋麗螢金花蟲
紅紋麗螢金花蟲（学名：Clitenella fulminans）为金花蟲科麗螢金花蟲屬下的一个种。